# 喬丹鎮區 (明尼蘇達州菲爾莫爾縣)
喬丹鎮區（英語：Jordan Township）是位於美國明尼蘇達州菲爾莫爾縣的一個行政鎮區。

## 地方資料
喬丹鎮區的面積為93.28平方千米，當中陸地面積為93.28平方千米，而水域面積為0.00平方千米。根據2020年美國人口普查的數據，當地共有人口381人，而人口密度為每平方千米4.08人。